# 戈登·雷德
戈登·雷德（英語：Gordon Reid；1987年3月4日—）是一位蘇格蘭橄欖球運動員。他是蘇格蘭國家橄欖球隊的一員，代表蘇格蘭參加了2015年世界盃橄欖球賽。